# 肌ラボ
肌ラボ（ハダラボ）はロート製薬が発売するスキンケア（女性向け化粧品）シリーズの名称である。

## 概要
「パーフェクトシンプル」をブランドコンセプトに掲げ、「無駄ものはそぎ落とし、肌に良い成分の効果に焦点をあてる」という考え方に基づき、当社の研究室が長年培ってきたスキンケアの研究を製品に一つ一つ反映させている。その考え方に基づき、2005年9月には当時、化粧品の分野では珍しかったつめかえ用が設定され、化粧水や乳液を中心に設定されるようになる。
2008年10月から中国・台湾・マレーシアでも販売を開始し、グローバルブランドとなった。
2009年春には極潤・白潤の一部アイテムの小容量サイズや旅行用セットをそろえたコンビニシリーズの発売を開始した。
2015年8月に発売10年の節目にブランドロゴを一新し、表記を「肌ラボ」に変更。「極水」の一部製品と「極潤プレミアム」から導入が開始され、既存商品への表記変更も完了された。

## 歴史
- 2004年8月 - 「極潤」シリーズ4アイテム（ヒアルロン液、スーパーヒアルロン酸+ビタミンC美容液、スーパーヒアルロン酸+コラーゲン美容液、スーパーヒアルロン酸+レチノール美容液）を発売。
- 2005年
  - 4月 - ビタミンCとアルブチンを配合した美白ライン「白潤（しろじゅん）」シリーズ5アイテム（化粧水、乳液、美容液、化粧下地、下地クリーム）と「弾力肌 うるおい集中クリーム」、「極潤ヒアルロン液 ライトタイプ」を追加発売。
  - 9月 - 「極潤」シリーズに「ヒアルロンクリーム」を追加発売。「ヒアルロン液/ヒアルロン液 ライトタイプ」の容器を変更、容量を増量し、「ヒアルロン液」に詰め替え用を追加発売。さらに、コエンザイムQ10とレチノールをダブル配合した「弾力肌 フェイスリフトクリーム」を発売。
- 2006年8月 - スーパーヒアルロン酸にアスタキサンチンを配合した新シリーズ「極潤α」2アイテム（化粧水、美容液）を発売。また、「極潤」シリーズには「ヒアルロンマスク」と「スーパーヒアルロン酸+コエンザイムQ10美容液」を追加発売し「スーパーヒアルロン酸+コラーゲン美容液」、「スーパーヒアルロン酸+レチノール美容液」のパッケージをリニューアルする。
- 2007年
  - 2月 - マイルドピーリングライン「卵肌」シリーズ3アイテム（洗顔フォーム、メイク落とし洗顔、パック）発売。「白潤」シリーズを一新（化粧水はリニューアルし、新たに薬用美白美容液、薬用美白マスクを発売）。
  - 8月 - 「極潤 ヒアルロン乳液」、「極潤 ヒアルロン美容液」を追加発売。「極潤 ヒアルロン液」をリニューアル発売。
- 2008年
  - 2月 - 「極潤」シリーズに洗顔3アイテム（洗顔フォーム、洗顔せっけん、メイク落とし）を追加発売。「白潤」シリーズは全アイテムのパッケージをリニューアル。
  - 8月 - 「極潤α」シリーズをフルリニューアルし、アイテム追加。「極潤」シリーズには「極潤ヒアルロンミスト」を追加発売し、「極潤ヒアルロン液ライトタイプ」と「極潤ヒアルロン乳液」のつめかえ用を発売。
- 2009年
  - 3月 - 「白潤」シリーズ・「卵肌」シリーズを刷新。「白潤」シリーズは化粧水が「薬用美白化粧水」としてリニューアル（薬用美白美容液、薬用美白マスクもリニューアル）し、同時に「薬用美白化粧水」のつめかえ用と「薬用美白乳液」を追加発売（「白潤」シリーズの乳液は約2年ぶりの再投入）。「卵肌」シリーズはポンプタイプの「マイルドピーリング泡洗顔」と「マイルドピーリングリキッドメイク落とし」を追加発売すると共に、「マイルドピーリング洗顔フォーム」と「マイルドピーリングメイク落とし洗顔」をリニューアル。
  - 8月 - 「極潤」シリーズのヒアルロン液・ヒアルロン液ライトタイプ・ヒアルロン乳液にナノ化ヒアルロン酸（加水分解ヒアルロン酸）を配合しリニューアル。ヒアルロンミストもリニューアルし、つけかえ用を追加発売。
- 2010年
  - 2月 - 「極潤」シリーズの洗顔フォーム（リニューアルに伴い、希望小売価格を値下げ(本体価格 800円→700円)）、リキッドメイク落としをリニューアル発売すると共に、泡洗顔、ポイントメイク落としを追加発売。「白潤 薬用美白乳液」につめかえ用を追加。
  - 7月 - シリーズ初の美容ドリンク「飲むヒアルロン酸」を発売。
  - 8月 
    - 「極潤α」シリーズを刷新。化粧水・美容液・パッククリームはリニューアルを行い、化粧水にはつめかえ用を追加。さらに乳液とマスクを追加発売。
    - 敏感肌向けの新シリーズ「es（エス）」6アイテムを発売。
- 2011年
  - 1月 - 「極潤ヒアルロン液」のディズニーデザインボトル6種を数量限定発売。
  - 2月 -
    - BBシリーズ（2アイテム各2色）、UVシリーズ2アイテムを発売。
    - 「白潤」に薬用美白クリームを追加発売し、同時に薬用美白美容液を改良。「極潤」の洗顔ラインにオイルクレンジングを追加発売し、極潤ヒアルロン泡洗顔につめかえ用を追加。

  - 3月 - 薬用スキンコンディショナーを発売。
  - 5月 - 「白潤 薬用美白化粧水」のディズニーデザイン（ボトル・つめかえ用）を数量限定発売。
  - 8月 - 
    - オールインワン高保湿ゲル「極潤パーフェクトゲル」を発売。同時に「極潤」のヒアルロンクリームとヒアルロン美容液のパッケージを変更（ヒアルロンクリームはブリスターパックから紙箱に変更される）。
    - 「極潤α 乳液」につめかえ用を追加設定。
    - 敏感肌用「肌研es」に化粧水（リッチタイプ）と高保湿クリームを追加発売し、トライアルセットをリニューアル。

  - 11月 - 「極潤ヒアルロン液（ボトル・つめかえ用・コンビニ限定ボトル）」・「極潤ヒアルロン乳液（ボトル・つめかえ用・コンビニ限定ボトル）」・「極潤 スキンケアセット」・「飲むヒアルロン酸（1本・3本パック）」のディズニーデザインを数量限定発売。
- 2012年2月
  - 「ヒアルロンUVクリーミージェル」・「ヒアルロンUV薬用美白乳液」を発売。同時に「ヒアルロンUV乳液」のパッケージをリニューアル。
  - 「白潤 薬用美白化粧水」・「白潤 薬用美白乳液」にナノ化ヒアルロン酸（加水分解ヒアルロン酸）を配合してリニューアル。同時に「白潤 薬用美白化粧水」には「しっとりタイプ」も発売。
  - ビタミンC誘導体を配合した「ヒアルロンBB薬用美白クリーム」を発売。同時に「ヒアルロンBBクリーム」・「ヒアルロンBB乳液」のパッケージをリニューアル。
- 2013年
  - 2月 - 「ヒアルロンUVクリーミージェル」をリニューアル発売。新基準でのPA値最高クラスであるPA++++に対応した。
  - 3月 - 
    - 「極潤」シリーズ（クレンジング・洗顔アイテム、パーフェクトゲルを除く）・「白潤」シリーズ（全アイテム）をリニューアル発売。「極潤 ヒアルロン液」は分子量の異なる2つのヒアルロン酸Naで構成された「新・ヒアルロン酸」を配合。また、「極潤」・「白潤」の化粧水・乳液はボトルの樹脂量を13%削減した「エコボトル」となったほか、つめかえ用が20ml増量して本体と同容量となった。美容液・クリーム・マスクなどの他のシリーズアイテムもパッケージデザインを変更した。また、リニューアルを機に希望小売価格を設定しないオープン価格に変更した。
    - 「極潤 パーフェクトゲル」に美白効果をプラスした「極潤 美白パーフェクトゲル」を発売。

  - 8月 - 
    - 「極潤α」シリーズを全品リニューアル発売。新たに、立体構造を持つ3Dヒアルロン酸（ヒアルロン酸クロスポリマーNa）とナノ化ヒアルロン酸（加水分解ヒアルロン酸）を加えてヒアルロン酸の種類が4種類となる。また、「極潤」・「白潤」と同様、化粧水と乳液のつめかえ用を20ml増量して本体と同容量になり、オープン価格に変更した。
    - 「極潤α」シリーズと同じ4種類のヒアルロン酸に加え、レスベラトロールEX（レスベラトロール、メリンジョエキス(グネツム種子エキス)）も配合し、一度崩しても元通りに形状が戻る特徴的なゲル「3D形状復元ゲル」を採用したオールインワンゲル「極潤3D形状復元ゲル」を発売。
- 2014年
  - 2月 - UVカットと化粧下地機能を備えたオールインワンゲル「極潤UVホワイトゲル」を発売。
  - 3月 -
    - 美白美容液「白滴（しろしずく） 美白の一滴」を発売。同時に、「極潤α 化粧水」にライトタイプを追加。
    - 「極潤ヒアルロン液」に大容量ポンプタイプ（400ml）を設定し、ジョイフル本田・ムサシ・島忠・カインズ限定で発売。

  - 8月 -
    - 100%オイルカット処方の化粧水「極水（きわみず） ミネラルアミノ化粧水」、オールインワンタイプのマスク「極潤3Dパーフェクトマスク」を発売。併せて、「極潤パーフェクトゲル」、「極潤3D形状復元ゲル」をリニューアル発売。
    - 「極水 ミネラルアミノ化粧水」・「極潤ヒアルロン液」のハローキティデザインボトル（各3種）を数量限定で発売。
    - コンビニシリーズに「美白パーフェクトゲル」のミニサイズ（29g）を追加発売。
- 2015年
  - 3月 - 薬用化粧水「薬用極潤スキンコンディショナー」、「極潤パーフェクトUVジェル」、「極潤パーフェクトUVジェル ピンクベージュ」、「白潤冷感ヒアルロンゼリー」を発売。
  - 4月 - 「極水」に瀬戸内産レモン果汁（うるおい成分）を配合した限定品「レモン化粧水」を発売。
  - 8月 - 
    - 前年に数量限定で発売されていた「極水 ミネラルアミノ化粧水」の「ハローキティ デザインボトル」を400mlに大容量化して数量限定で再発売し、同時にブルガリア産ダマスクローズ水を配合し、保湿成分（グリセリン、BG）を「極水 ミネラルアミノ化粧水」よりも高配合した「極水 ローズ化粧水 ハローキティ デザインボトル」を数量限定で発売。遅れて、「極水 ミネラルアミノ化粧水 大容量」と「極水 ローズ化粧水」の通常仕様品を発売。
    - 5種類のヒアルロン酸と高保水力成分「サクラン（スイゼンジノリ多糖体）」を配合した新ライン「極潤プレミアム」2アイテム（ヒアルロン液・ヒアルロンオイルジェリー）を発売。
    - 「極潤 パーフェクトゲル」・「極潤 3D形状復元ゲル」をリニューアル。「極潤プレミアム」シリーズにも配合されている「サクラン」を配合するとともに、「極潤 パーフェクトゲル」には肌吸着型ヒアルロン酸（ヒアルロン酸ヒドロキシプロピルトリモニウム）も配合した。併せて、「薬用極潤スキンコンディショナー」にはしっとりタイプを追加発売。

  - 9月 - イオン株式会社との共同企画として、「オイルインスキンコンディショナー」シリーズを「イオン」と「ダイエー」限定で発売。
- 2016年
  - 3月 -
    - 「極潤 ハトムギ泡洗顔」を発売し、同時に「極潤 ヒアルロン泡洗顔」と「極潤 ヒアルロン酸洗顔フォーム」をリニューアル。「極潤 ヒアルロン泡洗顔」はワセリン（湿潤剤(うるおい成分)）を配合し、メーカー希望小売価格を値下げ（本体価格　本体:800円→600円、つめかえ用:600円→500円）。「極潤 ヒアルロン洗顔フォーム」はパッケージリニューアルとメーカー希望小売価格の値下げ（本体価格 700円→600円）を行った。
    - 「極水 ハトムギVC化粧水」を発売。
    - 「白潤 冷感美白シャーベット」、「白潤プレミアム W美白美容液（「白滴（しろしずく） 美白の一滴」うるおい成分にシモツケエキスとムラサキシキブ果実エキスを追加配合した製品）」、「白潤 冷感ジェリーインマスク」を発売。
    - 「極潤 美白パーフェクトゲル」、「極潤 UVホワイトゲル」をリニューアル。「極潤 美白パーフェクトゲル」は抗炎症成分のアラントインとうるおい成分のビタミンEを配合し、うるおい成分のナノ化ヒアルロン酸（加水分解ヒアルロン酸）を従来品比150%に増量。「極潤 UVホワイトゲル」はパッケージリニューアルを行った。

  - 8月 -
    - 「極潤α」シリーズをリニューアル。低分子化エラスチン（加水分解エラスチン）、エラスグロウ（テトラペプチド-5）、乳酸桿菌/豆乳発酵液を配合。併せて、新アイテムとして、エラスグロウと乳酸桿菌/豆乳発酵液を高配合した「スペシャルリンクルクリーム」を追加。
    - 「極潤」シリーズに、スクワランオイルを配合したポンプタイプの化粧水「オイルイン化粧水」を発売。
    - 「極潤プレミアム」に「ヒアルロン乳液」を追加発売。
- 2017年
  - 3月 -
    - 「極潤」シリーズに「ハトムギ洗顔フォーム」を、「白潤プレミアム」に「薬用浸透美白化粧水」と「薬用浸透美白乳液」をそれぞれ発売。
    - 「極潤 ヒアルロン液」・「白潤 薬用美白化粧水」の「深町なか×恋する肌キュン」コラボボトルを限定発売（各3種ずつ、計6種のラベルデザインがある）。

  - 6月 - 「極潤 ヒアルロン液」・「白潤 薬用美白化粧水」の「深町なか×恋する肌キュン」コラボボトルの第2弾を発売。ラベルデザインの種類の数は同年3月発売時同様だが、今回は新作描き下ろしイラストとなる。
  - 8月 -
    - 「極潤」シリーズ（ヒアルロン液、ヒアルロン液 ライトタイプ、ヒアルロン乳液、ヒアルロン美容液、ヒアルロンクリーム、ヒアルロンマスク、ヒアルロンミスト）をリニューアル。ヒアルロン液・ヒアルロン液 ライトタイプ・ヒアルロンマスクは3種類のヒアルロン酸（加水分解ヒアルロン酸・アセチルヒアルロン酸Na・ヒアルロン酸Na）の比率を変更する処方改良を行い、ヒアルロン液はこれまで一部店舗限定だったポンプタイプを新たに設定。ヒアルロン乳液・ヒアルロン美容液・ヒアルロンクリーム・ヒアルロンミストはパッケージリニューアル（自然切替）を行った。
    - 「極潤 パーフェクトゲル」をリニューアル。肌吸着型ヒアルロン酸（ヒアルロン酸ヒドロキシプロピルトリモニウム）を増量した。併せて、ボックスタイプのフェイスマスク「極潤 パーフェクトマスク」を発売。
- 2018年
  - 2月 - 株式会社ココカラファイン（現:株式会社ココカラファイングループ）との共同企画として、以前発売されていた「極潤パーフェクトUVジェル」をココカラファイングループ限定品として再発売[1]（再発売に際し、チューブをブルーからホワイトに変更され、内容量が増量(50g → 80g)された）。
  - 3月
    - 「白潤」シリーズの薬用美白化粧水、薬用美白化粧水 しっとりタイプ、薬用美白乳液をリニューアル。ビタミンEとハトムギエキス（薏苡仁エキス）が配合され、薬用美白化粧水（しっとりタイプを含む）はナノ化ヒアルロン酸（加水分解ヒアルロン酸）を増量する処方変更が行われた。リニューアルに伴い、薬用美白クリームと薬用美白マスクもパッケージリニューアル（自然切替）される。
    - 「極潤 ホワイトパーフェクトマスク」を発売。同時に「極潤 美白パーフェクトゲル」は美白有効成分をアルブチンからホワイトトラネキサム酸（トラネキサム酸）に処方変更するリニューアルが行われた。

  - 8月
    - 「極潤 リフトゲル」を発売。
    - 「極水」シリーズは全面刷新され、「ナノ化ミネラルヒアルロン酸（加水分解ヒアルロン酸亜鉛）」を追加配合する処方改良がなされ、従来の「ミネラルアミノ化粧水」を「アミノ浸透化粧水」に、従来の「ハトムギVC化粧水」を「ハトムギ+浸透化粧水」にそれぞれ改名された。
    - 「極潤プレミアム」シリーズに「ヒアルロンクリーム」と「クレンジングヒアルロン液」を発売。同時に「極潤 ヒアルロンオイルクレンジング」は「肌吸着型ヒアルロン酸（ヒアルロン酸ヒドロキシプロピルトリモニウム）」を増量する処方改良がなされ、「極潤 オイルクレンジング」に改名してリニューアルされた。
- 2019年3月
  - 「白潤プレミアム」シリーズに「薬用ジュレ状美白美容液」、「薬用浸透美白クリーム」、「薬用浸透美白ジュレマスク」を発売。
  - 「極潤パーフェクトマスク」、「極潤ホワイトパーフェクトマスク」にチャック付袋仕様の5枚入りを追加発売。
- 2020年8月 - 「極潤プレミアム」シリーズのヒアルロン液・ヒアルロン乳液・ヒアルロンクリームをリニューアル。化粧品としては世界初となる乳酸発酵ヒアルロン酸（乳酸球菌/ヒアルロン酸発酵液）と浸透型ヒアルロン酸（加水分解ヒアルロン酸Na）を配合する処方改良がなされた。同時に、「極潤」シリーズのヒアルロン液（ライトタイプを含む）・ヒアルロン乳液・ヒアルロンクリームにも乳酸発酵ヒアルロン酸を追加配合してリニューアルされた。
- 2021年
  - 3月 - 「白潤プレミアム」シリーズ・「白潤」シリーズの美白化粧水（しっとりタイプを含む）・美白乳液・美白クリームをリニューアル。「白潤プレミアム」シリーズは抗炎症成分のグリチルリチン酸2Kを配合。「白潤」シリーズは美白有効成分を「白潤プレミアム」シリーズと同じトラネキサム酸へ変更され、整肌保湿成分にハトムギ発酵液が追加配合された。
  - 9月 -
    - ナイアシンアミドを有効成分として配合した「極潤 エイジングケア」（薬用ハリ化粧水・薬用ハリ乳液・薬用ハリクリーム）を発売。
    - ナイアシンアミドとグリチルリチン酸2Kを配合した薬用オールインワンジェル「極潤 薬用ハリパーフェクトゲル」を発売。同時に、「極潤 パーフェクトゲル」、「極潤 パーフェクトゲル 美白」、「極潤 UVホワイトゲル」のパッケージデザインを変更してリニューアル（自然切替）。

  - 10月 - 「極潤 ヒアルロン液 ecoボトル企画品」を数量限定で発売（店頭ではイオンリテール運営のイオン・イオンスタイル、ウエルシアホールディングスのグループ店舗、サミット、イトーヨーカドー、トモズ、ECサイトではLOHACO限定。ただし、一部の店舗で取り扱いが無い場合や、前述した店舗・ECサイト以外にも取り扱う店舗がある）。ロゴなどをボトルに直接印字することでラベルレス化し、キャップを除くボトル全体に100%再生PET樹脂を使用している[2]。
- 2022年
  - 2月 - 「極潤 ヒアルロン酸泡洗顔」と「極潤 ヒアルロン酸洗顔フォーム」をリニューアル発売。
  - 3月 - 3種類のヒアルロン酸をカプセルに閉じ込めた「オイルカプセル型ヒアルロン酸」を配合した目元用クリーム「極潤プレミアム ヒアルロンアイクリーム」を発売。
- 2023年8月 - 「極潤プレミアム」シリーズのヒアルロン液・ヒアルロン乳液・ヒアルロンクリームをリニューアル。「ヒアロリペア」（加水分解ヒアルロン酸アルキル(C12-13)グリセリル）を追加配合する処方変更が行われたほか、ヒアルロン液とヒアルロン乳液はボトルも改良された。
- 2024年3月 - 「白潤 薬用美白ジェル」を発売。同時に、「白潤」の薬用美白化粧水（しっとりタイプを含む）と薬用美白乳液もアラントインの追加配合やボトルの改良を行ってリニューアルされ、薬用美白化粧水（しっとりタイプを含む）には、「極潤 ヒアルロン液」に次いでの設定となる大容量ポンプ（400ml）が追加された。
- 2025年1月 - 発売20周年を記念して「極潤 ヒアルロン液」と「極潤プレミアム ヒアルロン液」の20周年限定デザイン「祝潤（しゅくじゅん）」を制作。4府県で行われた成人式サンプリングイベントでの配布や期間中に実施されたキャンペーン用の景品として用意されたもので、非売品となる[3]。

## 製品ラインナップ
現行製品は外部リンクを参照。

### コンビニシリーズ
本節ではコンビニシリーズのみで販売されている製品を記述する。
- 極潤 スキンケアセット - 「極潤」シリーズのヒアルロンオイルクレンジング（メイク落とし）、ヒアルロン洗顔フォーム、ヒアルロン液（化粧水）、ヒアルロン乳液のミニサイズをピンクのポーチに収めたセット品。
- 極潤 お泊まりスキンケアセット - セット構成は前述の「スキンケアセット」と同じだが、こちらは1回分使い切りのサシェットに封入したタイプ。1セット1泊分（夜・朝2回分、メイク落としは1包）となっている。
- 極潤 うるおい保湿セット - ヒアルロン液とヒアルロン乳液を1回分使い切りのサシェットに封入したセット（1セット3回分）。
- 白潤 スキンケアセット - 白潤シリーズの薬用美白化粧水と薬用美白乳液、極潤シリーズのリキッドメイク落としと洗顔フォームのミニサイズをブルーのポーチに収めたセット品。
- 極潤 クレンジング・洗顔セット - 「極潤」シリーズのヒアルロンオイルクレンジングとヒアルロン洗顔フォームのミニサイズを封入したセット品。

### 製造終了品
- 極潤
  - スーパーヒアルロン酸+ビタミンC（プレ使用美容液）
  - スーパーヒアルロン酸+レチノール（プレ使用美容液）
  - スーパーヒアルロン酸+コラーゲン（プレ使用美容液）
  - スーパーヒアルロン酸+コエンザイムQ10（プレ使用美容液）
  - ヒアルロンメイク落とし - リニューアルにより「極潤 ヒアルロンリキッドメイク落とし」に継承
  - ヒアルロンポイントメイク落とし
  - ヒアルロンリキッドメイク落とし - 2018年7月製造終了
  - ヒアルロン洗顔せっけん
  - オイルクレンジング - 2024年1月製造終了
  - ヒアルロンジュレ - 2024年1月製造終了
  - ヒアルロン美容液 - 2021年3月製造終了
  - ヒアルロンマスク - 2019年1月製造終了。大容量仕様の「極潤 パーフェクトマスク」が代替品となる。
  - ヒアルロンクレンジングシート - シートタイプのメイク落とし。コンビニシリーズ。
  - ヒアルロンコットンシート - コンビニシリーズ
  - オールインワンマスク - オールインワンタイプのフェイスマスク。コンビニシリーズ。
  - ヒアルロンリップ - コンビニシリーズ
  - オイルイン化粧水 - 2019年1月製造終了。
  - 薬用極潤スキンコンディショナー しっとりタイプ【医薬部外品】 - 2019年1月製造終了。
  - ハトムギ洗顔フォーム - 2022年7月製造終了
  - ハトムギ泡洗顔 - 2024年1月製造終了
  - UVホワイトゲル つめかえ用 - 2016年1月製造終了
  - リフトゲル - 「薬用ハリパーフェクトゲル」へ移行の為、2021年8月製造終了
  - 3D形状復元ゲル - 「薬用ハリパーフェクトゲル」へ移行の為、2021年8月製造終了
  - パーフェクトUVジェル ピンクベージュ（SPF50+/PA++++） - オールインワンジェル・色つきタイプの日やけ止め。2017年7月製造終了。
  - パーフェクトマスク - 2022年7月製造終了
  - ホワイトパーフェクトマスク - 2022年7月製造終了
- 極潤プレミアム
  - クレンジングヒアルロン液 - 2021年3月製造終了
  - ヒアルロンオイルジェリー - 2020年8月製造終了
- 極潤α
  - ハリ化粧水 - 「薬用ハリ化粧水」へ移行の為、2021年8月製造終了
  - ハリ化粧水 しっとりタイプ - 2021年8月製造終了
  - ハリ乳液 - 「薬用ハリ乳液」へ移行の為、2021年8月製造終了
  - リフトクリーム - 「薬用ハリクリーム」へ移行の為、2021年8月製造終了
  - ハリ美容液 - 2016年6月製造終了
  - 目元マスク
  - スペシャルリンクルクリーム - 2021年8月製造終了
  - スペシャルハリマスク - 2016年8月のリニューアルに伴い「マスク」から改名。2019年1月製造終了。大容量仕様の「極潤 3Dパーフェクトマスク」が代替品となる。
- 白潤
  - 乳液
  - 美容液
  - 化粧下地
  - 下地クリーム
  - 日やけ止めミルク - コンビニシリーズ
  - 薬用美白美容液【医薬部外品】 - 2011年2月に従来のブリスターパックから紙箱に変更。2016年1月製造終了。
  - 薬用美白クリーム【医薬部外品】 - 2024年1月製造終了
  - 薬用美白マスク【医薬部外品】 - 2019年1月製造終了。「白潤プレミアム 薬用浸透美白ジュレマスク」が代替品となる。
  - 冷感美白シャーベット【医薬部外品】 - シャーベット状の美白美容クリーム。付属のスパチュラですくって使用する。2018年10月製造終了。
  - 冷感ヒアルロンゼリー - オールインワンジェリー。2019年1月製造終了。
  - 冷感ジェリーインマスク - 2020年1月製造終了
- 白潤プレミアム
  - W美白美容液【医薬部外品】 - 2021年3月製造終了
  - 薬用ジュレ状美白美容液【医薬部外品】 - 2022年7月製造終了
  - 薬用浸透美白ジュレマスク【医薬部外品】 - 2022年7月製造終了
- 極水
  - ミネラルアミノ化粧水/アミノ浸透化粧水 - つめかえ用は2015年6月に、180ml入りは2016年6月に順次製造を終了しており、400ml入りは2018年8月のリニューアルに伴い「アミノ浸透化粧水」に改名されたが、2022年7月に製造を終了した。
  - ローズ化粧水 - 2018年7月製造終了
  - ハトムギ+浸透化粧水 - 2024年1月製造終了
- 卵肌
  - マイルドピーリングパック
  - マイルドピーリング洗顔フォーム - 2016年3月製造終了
  - マイルドピーリング泡洗顔 - 2016年3月製造終了
  - マイルドピーリングメイク落とし洗顔 - 2016年3月製造終了
  - マイルドピーリングリキッドメイク落とし - 2016年3月製造終了
- 弾力肌
  - うるおい集中クリーム
  - フェイスリフトクリーム
- es（エス） - 敏感肌向けライン。「スターターキット」以外の製品は2019年1月で製造を終了した。
  - 化粧水◇
  - 化粧水（リッチタイプ）◇
  - 乳液
  - 高保湿クリーム
  - 洗顔（泡タイプ）
  - メイク落とし（リキッドタイプ）
  - スターターキット - リニューアルにより「esトライアルキット」に継承
  - トライアルキット - メイク落とし・洗顔料・化粧水・乳液の4品が揃った2週間分のスターターキット。従来品のスターターキットより希望小売価格を値下げした（本体価格 1,300円→1,200円）。
- 白滴（しろしずく） 美白の一滴◇【医薬部外品】 - 美白美容液。本体と同容量で補充できるつめかえ用も設定されていた。処方強化を行った「白潤プレミアムW美白美容液」の発売に伴い2016年3月製造終了。
- ヒアルロンUVクリーム
- ヒアルロンUV乳液☆（SPF50/PA+++）
- ヒアルロンUVクリーミージェル（SPF50+/PA++++） - 2016年1月製造終了。
- ヒアルロンUV薬用美白乳液【医薬部外品】（SPF50+/PA+++）
- ヒアルロンBBクリーム（SPF32/PA+++）
- ヒアルロンBB乳液（SPF50+/PA+++）
- ヒアルロンBB薬用美白クリーム【医薬部外品】（SPF32/PA+++）
- 薬用スキンコンディショナー【医薬部外品】 - 「薬用極潤スキンコンディショナー」へ継承
- オイルインスキンコンディショナー - エイジングケアライン。本シリーズはイオン株式会社との共同企画品のため、「イオン」と「ダイエー」のみの取り扱いであった。
  - 保湿化粧水 しっとり
  - 保湿化粧水 とてもしっとり
  - スキンコンディショニングオイル - 美容液オイル
  - 保湿乳液
  - 保湿クリーム
  - 約7日分贅沢体験セット - 保湿化粧水・スキンコンディショニングオイル・保湿乳液・保湿クリームのミニサイズを封入した約7日分のトライアルセット。保湿化粧水のタイプにより2種類を設定する。
- もちもち洗顔セット - コンビニシリーズ
- 飲むヒアルロン酸 - ピーチブレンド味の美容ドリンク。2016年1月製造終了。